# オニクラマゴケ
オニクラマゴケ Selaginella doederleinii は、イワヒバ科のシダ植物。日本のクラマゴケ類としては大型で、よく立ち上がる。ミドリカタヒバの名もある。漢字では「鬼鞍馬苔」と表記する。

## 特徴
常緑性でやや硬い質の草本。茎は匍匐しながら数回分枝し、先端は斜めに立ち上がり、高さ30-35cmにも達する。茎の太さは2mmにもなり、ややジグザグに曲がる。立ち上がった部分は太さ0.5mmにもなる担根体があちこちから出てこれを支える。茎から出る側枝は数回分枝して扇状に平面的に展開する。
主茎にも側枝にも鱗状の葉が並び、主茎ではまばらに、側枝には密に付いていて緑から深緑色、幅5-10mmほどになる。葉には2形があり、腹葉は茎の側面から大きな角度で水平に出て、長さ4mm、幅2mmほどで長楕円状卵形からやや平行四辺形を帯び、先端は尖るかやや鈍く尖り、基部は左右不相称、上側は幅広く、下部の方には細かな鋸歯がある。背葉は茎の背面両側に出て広披針形、先端は尖るか突き出して尖り、縁には突起があり、長さ1.2-1.7mm。胞子嚢穂は小枝の先端に1個か2個付いて、四角柱状で長さ0.5-3cm。立ち上がる傾向。胞子嚢穂を構成する胞子葉はすべて同じ形で2形はなく、広卵状披針形から卵形、先端は張りのように伸びて、はっきりした細かな鋸歯があり、長さ1.5mm。

## 分布と生育環境
日本では伊豆諸島、高知県、鹿児島県の島嶼域から琉球列島に分布する。国外では台湾、中国南部から東南アジアの大陸部に分布域を持つ。
山林の森林内の林床に出現し、よく群生する。

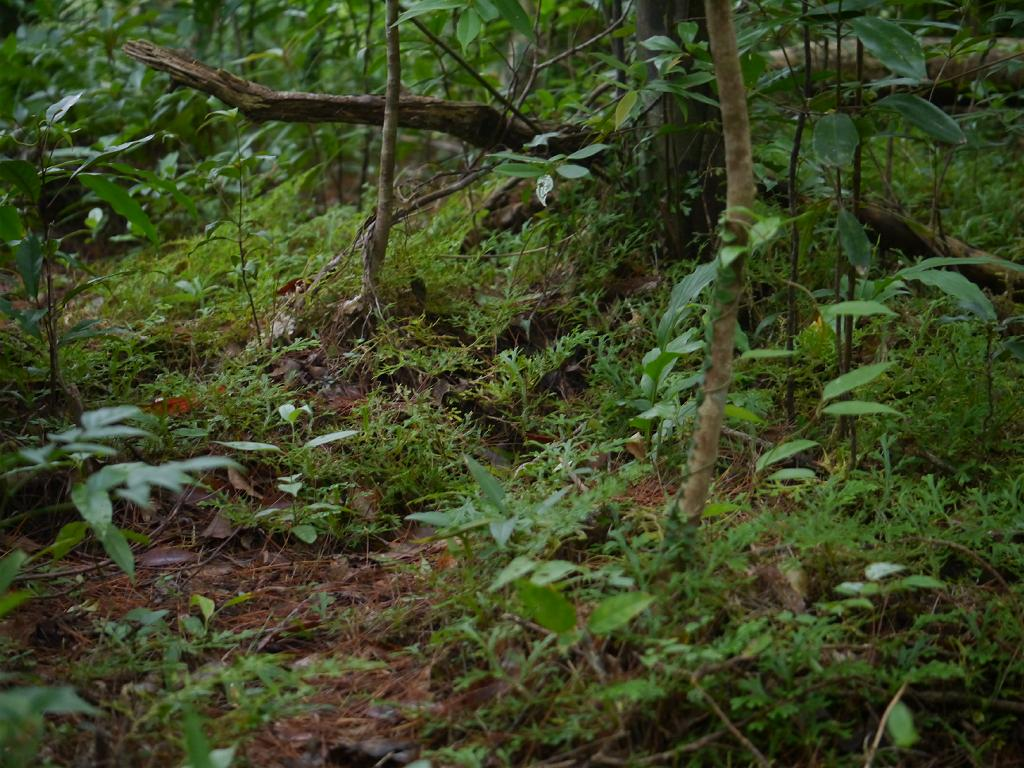
群落の様子
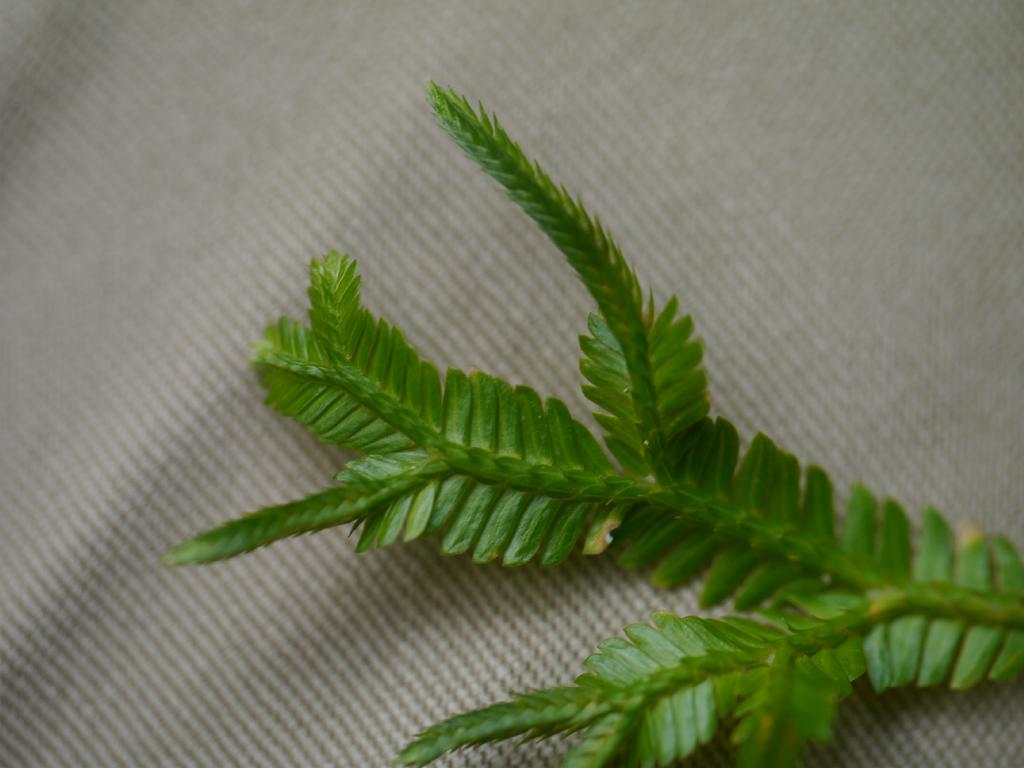
側枝と胞子嚢穂
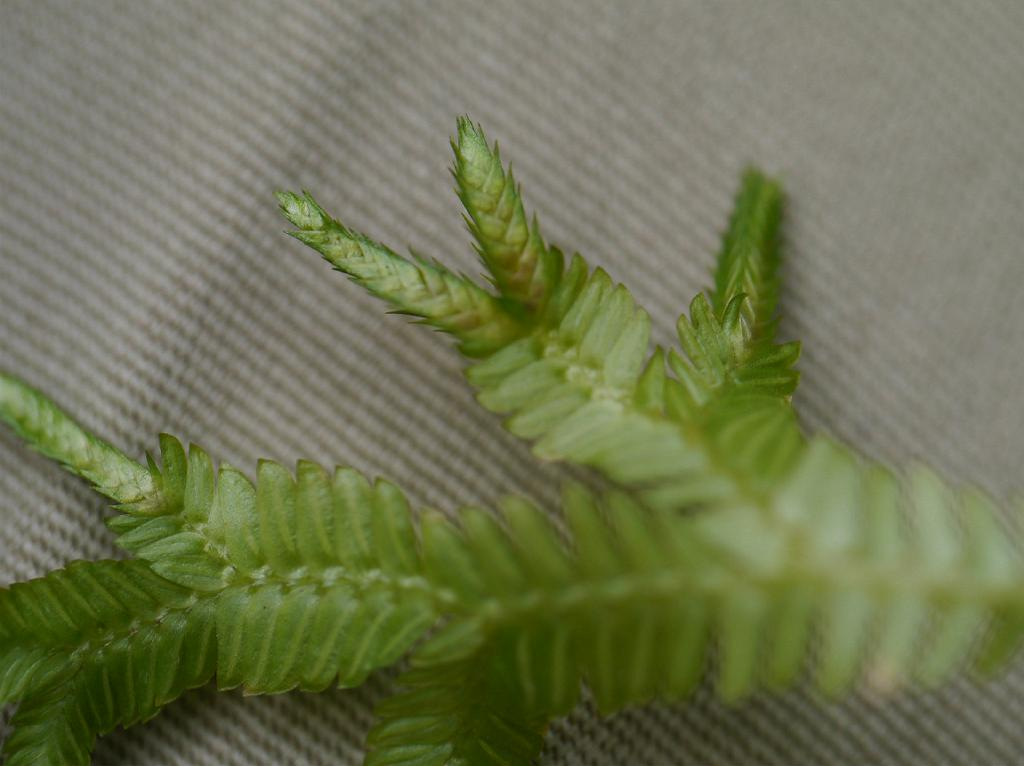
同・裏面

## 近似種など
この属の植物は国内にも多くの種がある。茎が立ち上がるものにはカタヒバなどがあるが、それらは主茎の部分と側枝の部分で葉の様子が違い、見た目でも茎と葉のように違って見える。本種はその点、主茎も側枝も同じように鱗状の葉が並んでおり、クラマゴケや同じような名で呼ばれる種群と共通する。そのような種の中では本種は飛び抜けて大きく、他に似たものはない。ただし移入種のコンテリクラマゴケは大型で、担根体を支えに立ち上がる様子にも似たところがある。ただしこの種は葉が独特の青みを帯び、見かけではっきりと区別出来る。